# خیابان کیو

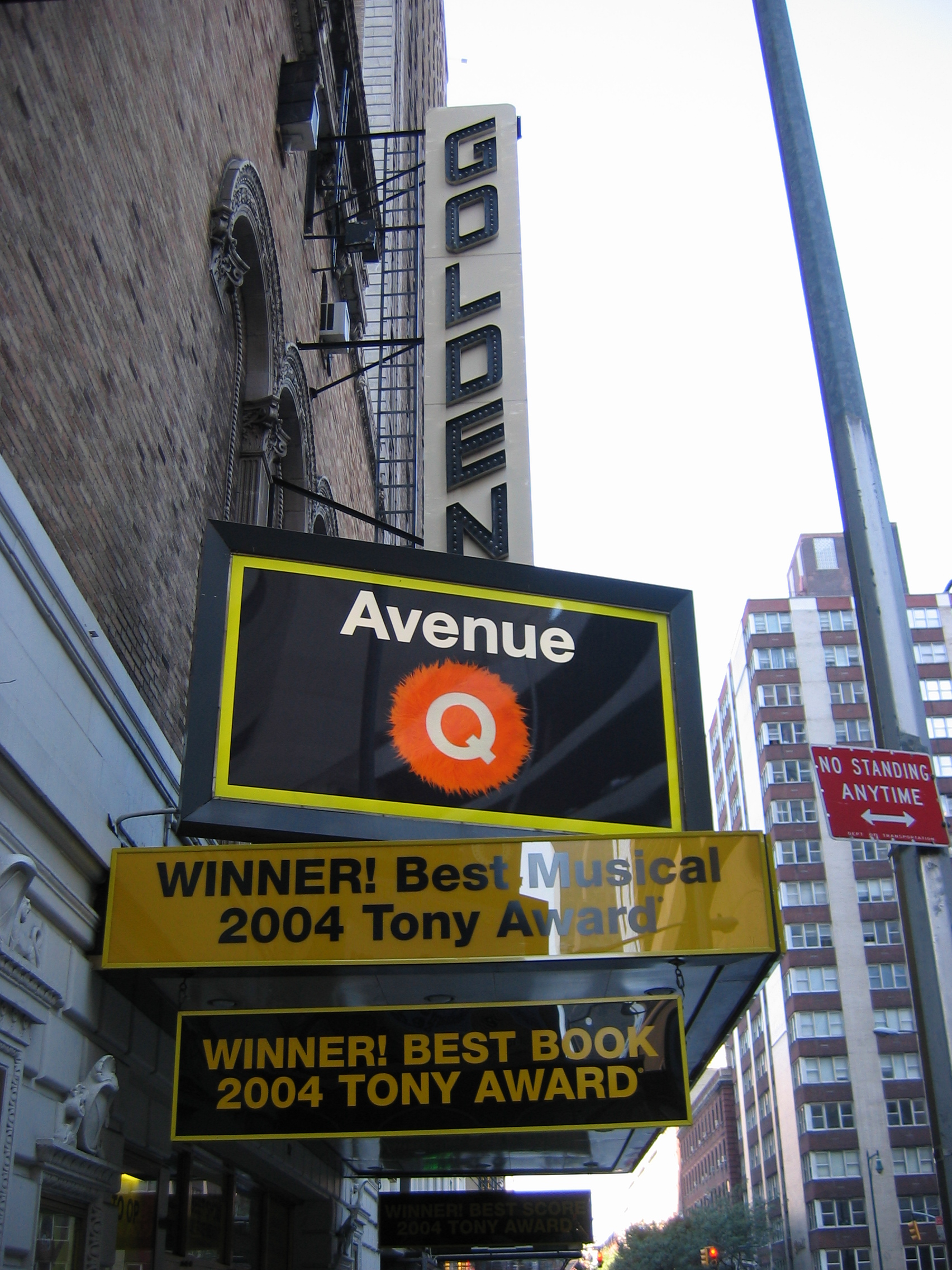
تصویر خیابان کیو

خیابان کیو یک موزیکال کمدی است که عروسک‌ها و بازیگران با موسیقی و اشعار رابرت لوپز و جف مارکس و کتابی از جف ویتی به نمایش می‌گذارند. این فیلم برنده بهترین موزیکال، بهترین کتاب و بهترین موسیقی در جوایز تونی در سال ۲۰۰۴ شد. قالب نمایش تقلیدی از خیابان کنجد از PBS است، اما محتوای آن شامل مضامین بزرگسالانه است. این موزیکال به دلیل رویکردش به موضوعاتی همچون نژادپرستی، همجنس‌گرایی و پورنوگرافی اینترنتی مورد تحسین قرار گرفته‌است.
این موزیکال در خارج از برادوی در سال ۲۰۰۳ در تئاتر وینارد، محصول مشترک تئاتر وینارد و گروه نیو به نمایش درآمد. در ژوئیه همان سال، نمایش به تئاتر جان گلدن در برادوی منتقل شد، جایی که تا سال ۲۰۰۹ ادامه داشت و برای بیش از ۲۵۰۰ اجرا بازی کرد. در عرض چند هفته پس از پایان اجرای برادوی، به نیو وورد استیح خارج از برادوی منتقل شد، جایی که تا سال ۲۰۱۹ در آنجا به صحنه رفت. این دو سرهم ۶۵۶۹ اجرا داشته‌اند. اجراهای بزرگ دیگری از این موزیکال در لاس وگاس و وست اند روی صحنه رفته‌است.

## بازیگران
| شخصیت                                                        | بازیگران اصلی برادوی | بازیگران اصلی لندن | بازیگران اصلی لاس وگاس (متناوب) | اولین تور ملی   |
| ------------------------------------------------------------ | -------------------- | ------------------ | ------------------------------- | --------------- |
| پرینستون/راد                                                 | جان تارتالیا         | جان رابینز         | جان تارتالیا / جاناتان روت      | راب مک کلور     |
| کیت هیولا/لوسی شلخته                                         | استفانی دابروزو      | جولی آترتون        | برین اومالی / کلی سایر          | کلی سایر        |
| Nicky/Trekkie Monster/Bad Idea Bear/Newcomer/Ricky (صدا)     | ریک لیون             | سایمون لیپکین      | ریک لیون / دیوید بنوا           | کریستین اندرسون |
| گری کلمن                                                     | ناتالی ونتیا بلکن    | گیلز تررا          | تونیا دیکسون / حنیفه وود        | کارلا رناتا     |
| شب کریسمس                                                    | آن هارادا            | آن هارادا          | آنجلا آی / ناتالی گری           | آنجلا آی        |
| برایان                                                       | جردن گلبر            | سیون لوید          | نیکلاس کوهن / کول پورتر         | کول پورتر       |
| خانم Thistletwat/Bad Idea Bear/Ricky (Puppeteer)/دستیار اجرا | جنیفر بارنهارت       | کلر فاستر          | شارون ویتلی / ریتا دلفین        | مینگلی چن       |